# فهرست دانشگاه‌ها در ایتالیا
- دانشگاه بولونیا
- دانشگاه پلی‌تکنیک میلان
- دانشگاه آمریکایی رم
- دانشگاه بوکونی
- دانشگاه پاویا
- دانشگاه پروجا
- دانشگاه پلی‌تکنیک تورینو
- دانشگاه تورورگاتا رم
- دانشگاه ساپینزا رم
- دانشگاه فدریکو دوم
- دانشگاه نیکلاس کوزانوس
- دانشگاه فلورانس
- دانشگاه بولزانو
- دانشگاه کا فوسکاری ونیز
- دانشگاه پادووا
- دانشگاه تورین
- دانشگاه مسینا